# Picisan
Picisan is een bestuurslaag in het regentschap Tulungagung van de provincie Oost-Java, Indonesië. Picisan telt 3034 inwoners (volkstelling 2010).